# Siegfried II de Weimar-Orlamünde

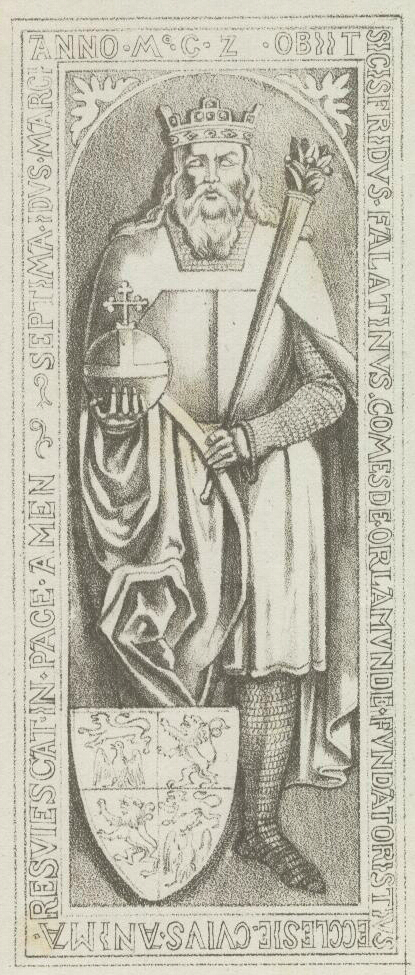
Epitaphe de Siegfried dans le monastère de Herrenbreitungen.

Siegfried II de Weimar-Orlamünde (né 1107 - † 19 mars 1124) issus de la maison d'Ascanie fut à partir de 1113 comte de Weimar-Orlamünde ainsi que titulaire du comté palatin du Rhin.

## Biographie
Siegfried est le fils aîné du comte palatin du Rhin et comte de Weimar-Orlamünde, Siegfried Ier († 1113), et de Gertrude de Northeim († 1154), fille du margrave de Frise Henri de Nordheim dit le Gras, comte dans le Rittigau et l'Eichsfeld.
Après la mort de son père en 1113 il hérite le comté paternel de Weimar-Orlamünde, alors que le comté palatin du Rhin est usurpé par Gottfried de Calw un partisan de Henri V du Saint-Empire. En 1115 sa mère épouse en secondes noces Otto Ier de Salm, qui exerce la régence pour le compte du jeune Siegfried. Siegfried meurt en 1124. Il a comme successeur son jeune frère Guillaume, qui en 1126 récupère le fief paternel du comté palatin du Rhin.

## Union et postérité
Siegfried II se marie avec Irmgarde de Henneberg (Irmengardi Hennebergica,). La fille de Siegfried, Christina, épouse le comte Hoyer en Hassegau et devient ainsi l'ancêtre de la maison de Mansfeld. Elle est inhumée dans l'abbaye de Wimmelburg.